# Goniada japonica
Goniada japonica är en ringmaskart som beskrevs av Izuka 1912. Goniada japonica ingår i släktet Goniada och familjen Goniadidae. Inga underarter finns listade i Catalogue of Life.